# Woleai

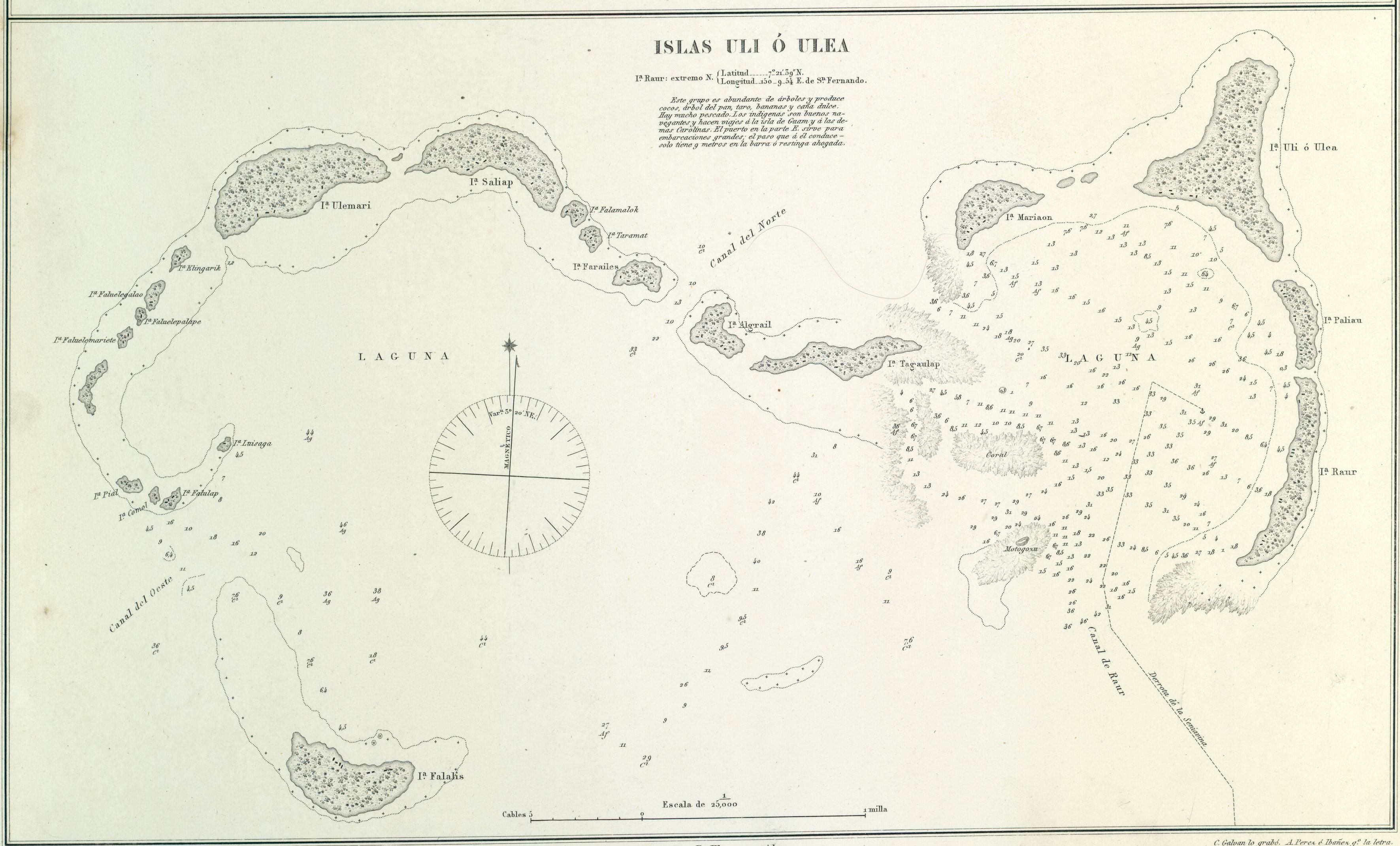
Spanische Seekarte von 1886

Woleai, auch Furarappu genannt, früher: Oleai, Uleai oder Wolea, ist ein bewohntes Atoll im Pazifik. Es liegt im Osten von Yap, einem mikronesischen Inselgebiet, welches mit vier anderen Inselgebieten den heutigen Staat der Föderierten Staaten von Mikronesien bildet.
Im weiteren Sinne bezeichnet Woleai oder the Woleai eine Gruppe von Atollen, zu denen neben dem Atoll Woleai auch Eauripik, Ifaluk, Faraulep, Elato und Lamotrek gehören.

## Geographie
Das Atoll hat die Form einer liegenden Acht. Es erstreckt sich von Osten nach Westen über eine Länge von 11,5 km. Die maximale Breite von sieben Kilometern findet sich im westlichen Bereich. An der zentralen Engstelle ist es nur 2,5 km breit. Die Gesamtfläche des Atolls beträgt 48 km². Davon entfallen 4,5 km² (nach anderen Quellen nur 3,9 km²) auf die 18 Inseln und 29 km² auf die Lagune. Eine seichte Korallenbank teilt die Lagune in zwei Becken, East Lagoon und West Lagoon. West Lagoon ist etwa doppelt so groß wie East Lagoon und weist größere Tiefen von 30 bis 50 Metern auf.
Der Südrand des Atolls weist größere Tiefen und nur wenige Inseln auf, darunter Falalis, die südlichste Insel des Atolls.

## Bevölkerung
Das Atoll hatte im Jahr 2010 eine Bevölkerung von 1039 Menschen. Zur Volkszählung 2000 waren es 975 Einwohner. Im Jahr 1970 wurden 1284 Menschen gezählt, davon allein 370 auf der Hauptinsel Falealop (Falalap).
Auf Woleai wird Woleaianisch und Englisch gesprochen.

## Verwaltung
Das Atoll bildet den dritten Wahlbezirk im Staat Yap, einen der insgesamt fünf Wahlbezirke.
Im Yap State Code werden sieben Hauptinseln eigens erwähnt.
Davon bilden Falalop (Falalap), Mariyang (Mariyang), Paliau und Tahoilap (Tohoilap) im östlichen Teil des Atolls die Gemeinde (municipality) Woleai Islands, während Falalus (Süden), Sileap und Woteggai (Nordwesten) eigene Gemeinden bilden.
Das Atoll liegt in der Zeitzone UTC+10.

## Geschichte
Während des Zweiten Weltkrieges diente das Atoll als Befehlslandeplatz der kaiserlich japanischen Armee.